# Ország

A világ országai

Az ország az a rendszerint összefüggő politikai földrajzi területi egység, amelyet a többi ország önálló, (szuverén) államnak ismer el. 
A Föld országainak rendszerint politikai és/vagy természeti határaik vannak, és önálló történelemmel, etnikummal, nyelvvel, vezetőkkel, intézményekkel, zászlóval, himnusszal és számos egyéb sajátossággal rendelkeznek.

## A szó egyéb használata és etimológiája
Az ország kifejezést átvitt értelemben is használják, elsősorban valamilyen elképzelt lények életterének, földterületének, illetve területének megnevezésére (például Tündérország). Az ország szó egy különleges használata az élőlények rendszertanában a növények, állatok, gombák országa.
A magyar ország szó (eredetileg uruszág) az úr (eredeti formájában uru) szóból származik, ami „fejedelmet”, „királyt”, legrégebben „törzsfőt” jelentett. A szó a -ság képző ritkább -szág változatának hozzátételével (mint jószág), majd a két nyílt szótagos tendencia és nyíltabbá válás jegyében nyerte el mai alakját (uruszág – urszág – ország). Az ország tehát az „úrság” alakváltozata, és eredetileg „fejedelemséget”, „királyságot”, legrégebben „a törzs területét” jelentette. Ugyanígy a mennyország (a 12. század végi Halotti Beszédben münyi uruszág) alatt „mennyei királyságot” értettek, ami a Újszövetségben szereplő görög kifejezés (hé baszileia tón uranón, „az egek királysága”)  pontos fordítása volt.